# Шитпостинг

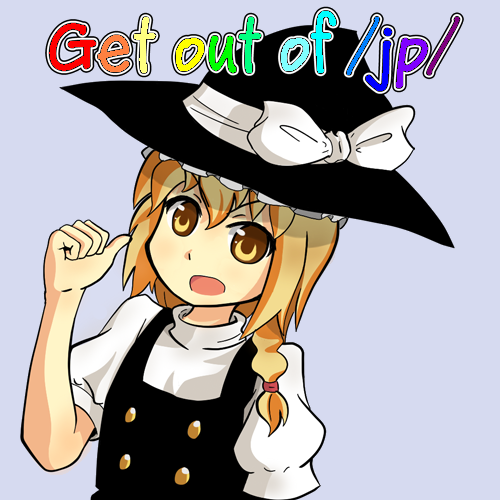
Приклад зображення з форуму 4chan з культури /jp/ Otaku. Маріса Кірісамі з гри Touhou Project пропонує покинути форум

Шитпостінґ або шітпостінґ (англ. shitposting, від слів «shit» — лайно, і «post» — публікація) — публікація повідомлень або контенту «агресивно, іронічно і трольно низької якості»
 на онлайн-форумах і в соціальних мережах . Шитпостінг здійснюється з метою зірвати дискусії або викликати максимальну реакцію з мінімальними зусиллями. Іноді такий контент створюється як частина скоординованої війни, метою якої є зробити сайт непридатним для використання постійними відвідувачами.

## Шитпостінг протягом всієї історії
Шитпостінг — це сучасна форма провокації в Інтернеті, але її концепція не нова. Художні рухи початку 20-го століття, такі як дадаїзм чи сюрреалізм, створювали мистецтво, яке було навмисно неякісним чи образливим, щоб спровокувати інших людей зі світу мистецтва.
У момент створення статті на сайті Polygon Сем Гресес порівняв «шитпост» з дадаїстськими, «заплутаними, не залежними від контексту творами, які через свою абсурдність розглядалися як революційні твори, як у художньому, так і в політичному плані». Гресес пише, що мета шитпостингу — «змусити аудиторію сміятися або усміхатися».

## У сучасній політиці
Використання шитпостингу в політичних цілях стало необхідним під час президентських виборів у США у 2016 році. У травні того року Daily Dot повідомила, що шитпостінг — це «навмисна провокація, розрахована на максимальну дію з мінімальними зусиллями».
У вересні 2016 року група Nimble America, яка підтримує Трампа, привернула широку увагу ЗМІ. Daily Beast охарактеризувала цю групу як «посвячену шитпостингу та поширенню інтернет-мемів, що ганьблять Гілларі Клінтон».
У вересні 2016 року газета The Independent також повідомила, що шитпостінг — це аполітичний інструмент, який можна використовувати по-різному, але подібні повідомлення з'явилися задовго до виборів. Журнал Engineering & Technology писав, що «шитпостінг небезпечно близький до доставки онлайн-метастазів двохвилинної ненависті Орвелла.[sic]».
У листопаді 2016 року журнал Esquire написав: «Інтернет-знущання перетворюються на законну публікацію шитпостингу. Можливо, вибори 2020 року будуть також просуватися через шитпостінг».
У березні 2018 року, обговорюючи групу Facebook «New Urbanist Shitposting», журнал Chicago визначив це як «повідомлення, які повинні бути незручними і недоречними, які відволікають спільноти соцмереж від обговорення нагальної теми».
У 2019 році політична редакторка BBC Лаура Куенсберг невірно описала шитпостинг як «рекламу політичних партій, яка виглядає справді безглуздою, і люди публікують її в Інтернеті, потім вона поширюється у соціальних мережах у величезних кількостях, і всі починають говорити „Ха-ха-ха, Робота зроблена“». Financial Times повідомила, що правильний опис шитпостингу — це «розміщення безглуздого контенту на форумах (напр., 4chan) або в соціальній мережі (напр., ВКонтакте, Facebook) з ефектом зриву обговорення».

## Проблеми з визначенням терміну
Шитпостінг часто неправильно розуміється у масовій культурі. Журналістка Джессіка Ліндсі дала йому точне визначення:
Шитпостінг не становить жодної цінності, це онлайн-еквівалент нісенітниці. Це повторення дурним голосом того, що каже Ваш співрозмовник, доки він не здасться і не піде додому. Ідея про те, що постери — це медійний трюк, використаний у своїх плакатах шрифт Comic Sans, повністю спростовує суть цієї дії; бути дурним без притаманної мети (або принаймні несерйозної).
Хоча шитпостінг сам по собі не має ідеології, деякі «шитпостери» були пов'язані із реальними терористичними актами.
Перед тим, як розпочати виконання теракту, стрілок з Крайстчерча (імовірно, той самий чоловік, який написав маніфест) оголосив про свої наміри на стіні /pol/ форуму 8chan. На початку він сказав, що «пора припинити викладати шитпост і настав час писати повідомлення про реальні зусилля» .
Брентон Таррант розмістив посилання на свої прямі трансляції на 8chan, орієнтованішій на свободу слова версії популярного 4chan. Професор Грег Бартон, експерт з тероризму з Університету Дікіна, сказав, що «расистський шитпостінг поширений в Інтернеті, і дозволяє людям спілкуватися та привертати увагу. Особливість соціальних мереж у тому, що вони популярні у всіх колах людей. Вам потрібний зворотний зв'язок, якщо Ви хочете, щоб людям подобалися Ваші матеріали, будь то Instagram або Facebook. Шитпостінг — це спосіб стати популярним, отримати відповідь, і чим іронічнішим і забавнішим ви і ваш контент може бути, тим краще».

## У популярній культурі
Більшість постів не носить політичного характеру, інколи ж вони зроблені з художніх міркувань або для вираження розчарування у світі. Подія штурму зони 51, яка привернула увагу всього світу, була створена акаунтом під назвою «Shitposting cause im in shambles». Творець саундтреків для гри Minecraft , C418, описав: «Будьте обережні, я виразно той, кого ви назвали б, еээ, шитпостером».